# Amidon (Dakota du Nord)
Pour le glucide, voir Amidon.
La ville d’Amidon (en anglais [ˈæmɪdɒn]) est le siège du comté de Slope, dans l’État du Dakota du Nord, aux États-Unis. Lors du recensement de 2010, sa population s’élevait à 20 habitants, ce qui en fait le troisième siège de comté le moins peuplé du pays après Brewster, dans le Nebraska, et Mentone, dans le Texas. C’est pratiquement une ville fantôme.

## Géographie
Amidon est la ville la plus proche de White Butte, le point culminant de l’État. La localité se trouve à 50 km au nord de Bowman.

## Histoire
La ville, nommée en hommage à Charles Fremont Amidon (en), un juge de la cour de district pour le Dakota du Nord, a été fondée en 1910. Le bureau de poste a été établi l’année suivante. Amidon est devenue le siège du comté en 1915. Le comté a été fondé en 1914 et organisé en 1915.
Amidon a été incorporée en tant que village en 1918 puis en tant que city en 1967.
Le palais de justice a été construit en 1917.

## Démographie
| Groupe            | Amidon | Dakota du Nord | États-Unis |
| ----------------- | ------ | -------------- | ---------- |
| Blancs            | 100    | 90,0           | 72,4       |
| Autres            | 0      | 10,0           | 27,6       |
| Total             | 100    | 100            | 100        |
|                   |        |                |            |
| Latino-Américains | 0      | 2,0            | 16,7       |

Selon l’American Community Survey, pour la période 2011-2015, 30 personnes âgées de plus de 5 ans déclarent parler l’anglais à la maison, alors que deux déclarent parler l'espagnol.
| 1920 | 1930 | 1940 | 1950 | 1960 | 1970 |
| ---- | ---- | ---- | ---- | ---- | ---- |
| 145  | 141  | 102  | 82   | 84   | 54   |

| 1980 | 1990 | 2000 | 2010 | - | - |
| ---- | ---- | ---- | ---- | - | - |
| 43   | 24   | 26   | 20   | - | - |

## Climat
Selon la classification de Köppen, Amidon a un climat semi-aride, abrégé BSk.
| Mois                              | jan.  | fév.  | mars | avril | mai  | juin | jui. | août | sep. | oct. | nov. | déc.  |
| --------------------------------- | ----- | ----- | ---- | ----- | ---- | ---- | ---- | ---- | ---- | ---- | ---- | ----- |
| Température minimale moyenne (°C) | −14,2 | −11,8 | −6,8 | −0,7  | 5,2  | 10,3 | 13,7 | 12,8 | 6,9  | 0,2  | −6,7 | −13,1 |
| Température maximale moyenne (°C) | −1,7  | 1,2   | 6,4  | 14    | 19,6 | 25   | 29,9 | 29,9 | 23,2 | 14,9 | 5,9  | −0,6  |

## Galerie photographique

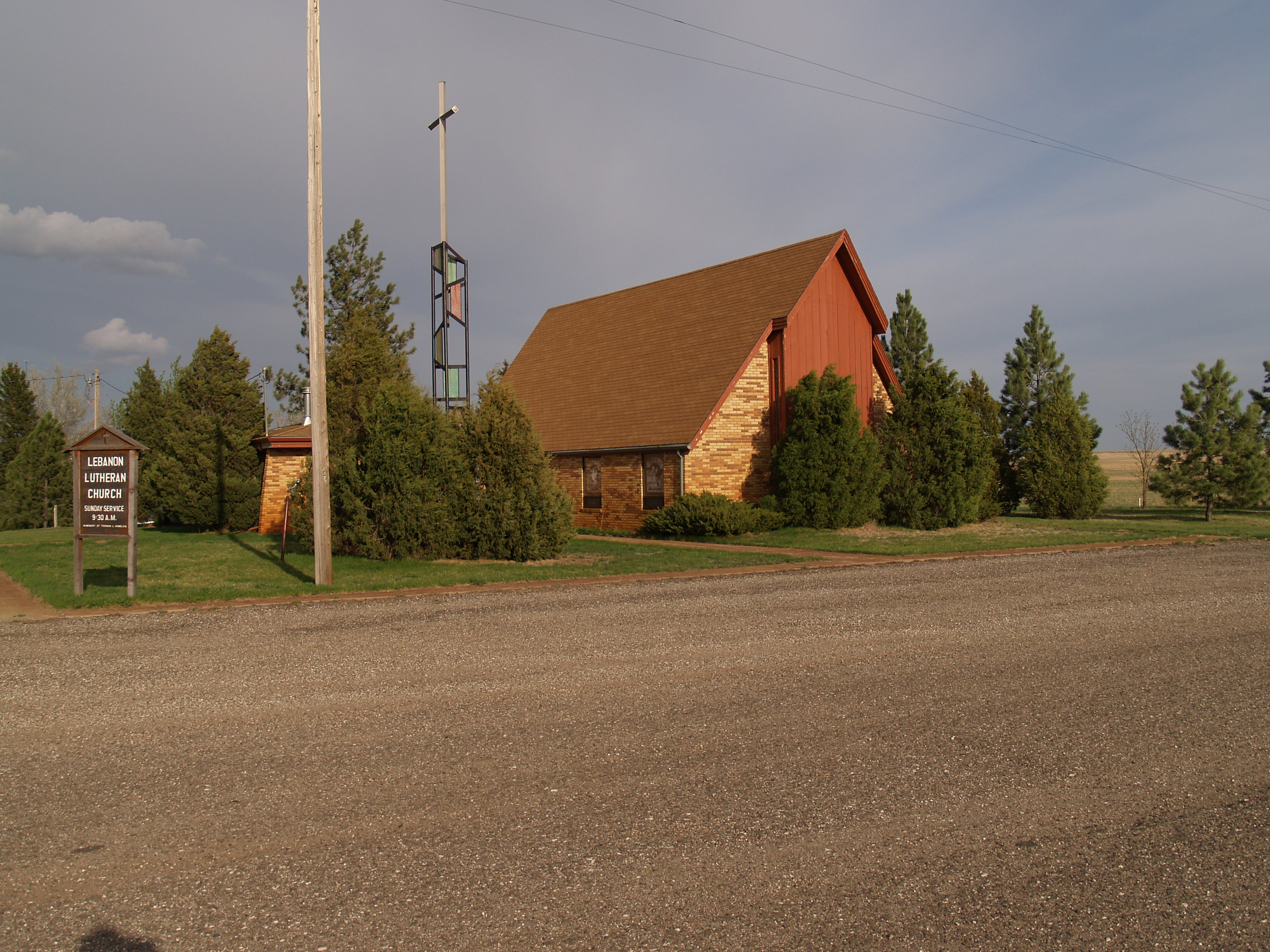
L’église luthérienne
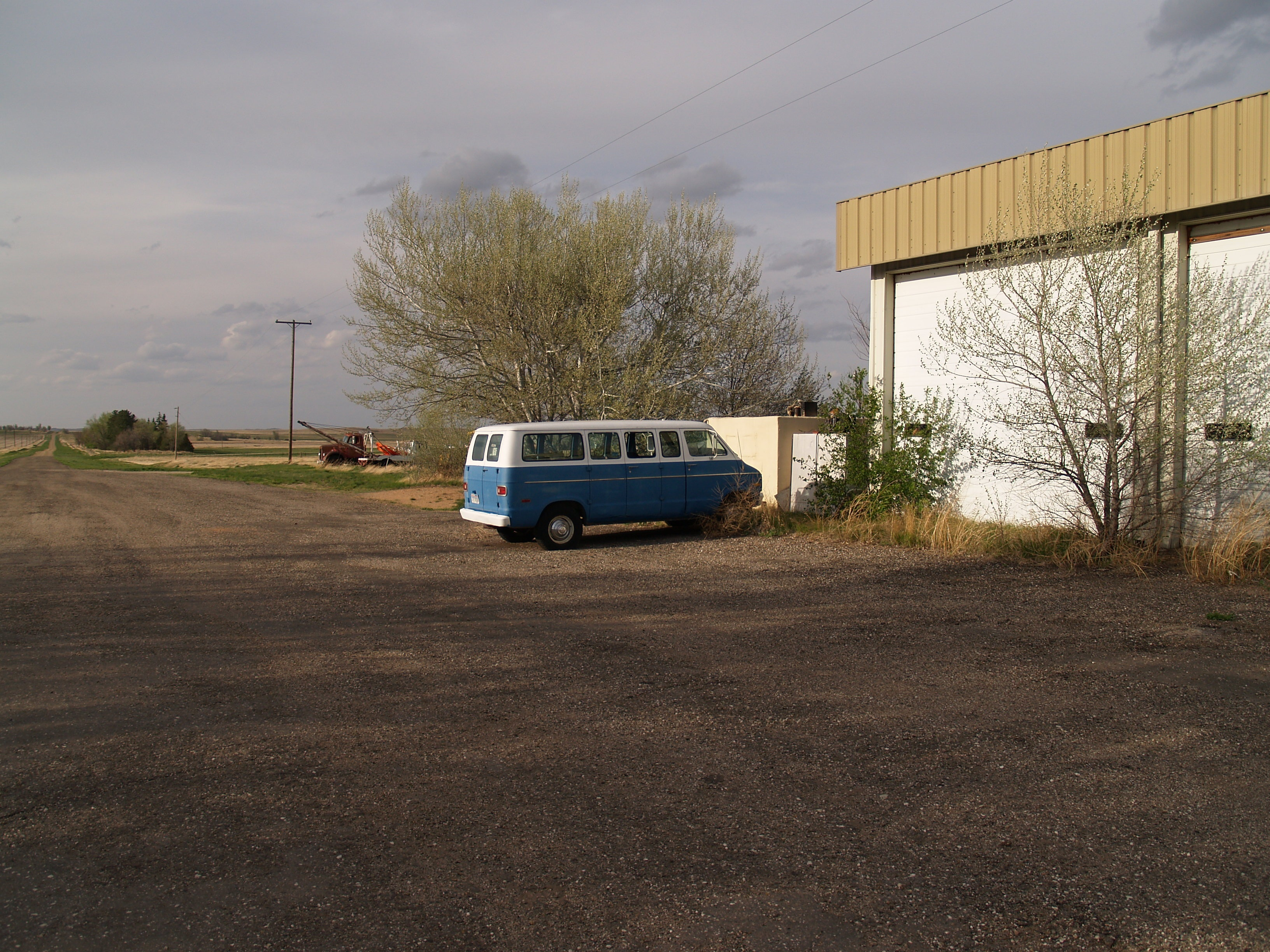
Amidon en 2008
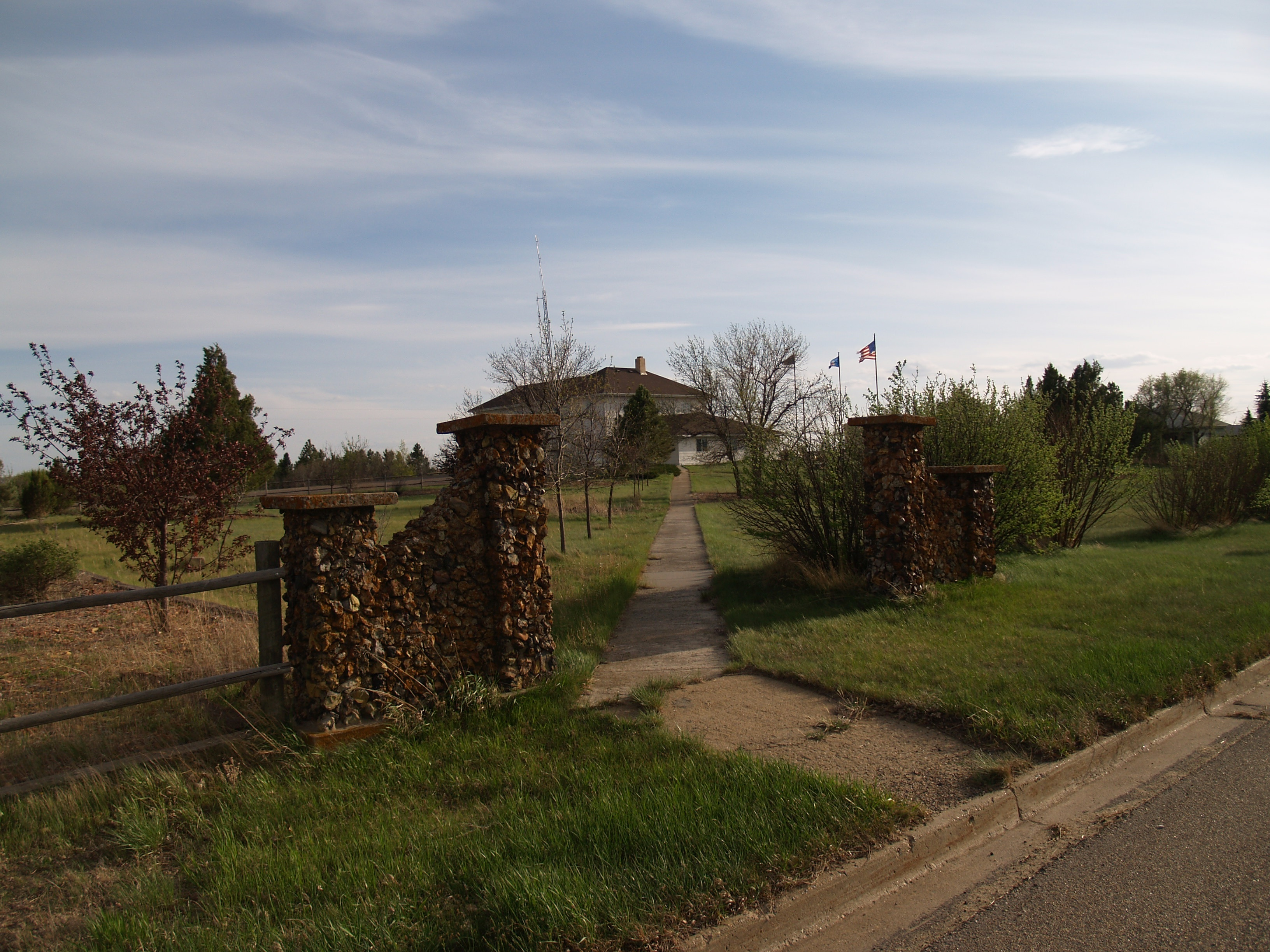
Amidon en 2008
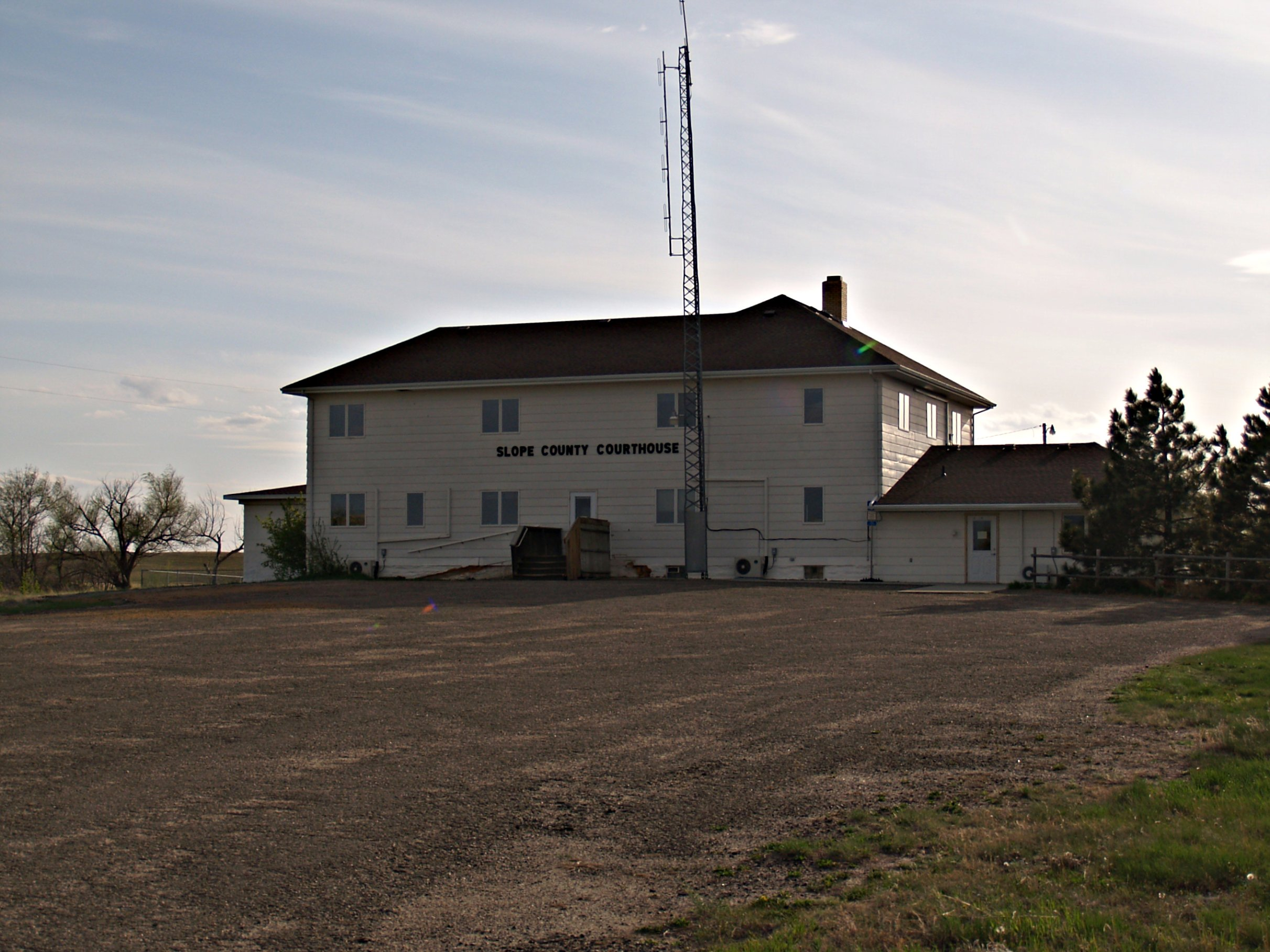
La cour de justice du comté